# Kunsthuis van Tartu
Het Kunsthuis van Tartu (Estisch: Tartu kunstimaja) is een kunstmuseum in de Estse stad Tartu en fungeert tevens als de hoofdlocatie van de kunstenaarsvakbond van Tartu. Het gebouw werd in 1959 gebouwd en beschikt over drie expositieruimtes: de Grote Galerie, de Kleine Galerie (geopend in 2002) en de Monumentale Galerie (geopend in 2008). Jaarlijks organiseert het museum ongeveer dertig tentoonstellingen. Daarnaast biedt het woon- en atelierruimte voor artists in residence.